# Tobol
Tobol (tiếng Nga: Тобол; tiếng Kazakh: Тобыл) là một sông tại tỉnh Kurgan và Tyumen tại Nga và tỉnh Kostanay của Kazakhstan, Tobol là chi lưu tả ngạn của sông Irtysh. Chiều dài của sông Tobol là 1.591 km. Diện tích lưu vực của sông Tobol là 426.000 km². Lưu lượng dòng chảy trung bình ở cửa sông là 805 m³/s. Phần hạ lưu của sông bị đóng băng từ tháng 10-tháng 11, còn phần thượng lưu bị đóng băng từ tháng 11. Sông bị đóng băng cho đến nửa cuối tháng 4 - đầu tháng 5. Sông Tobol có khả năng thông hành trên đoạn sông có chiều dài 437 km tính từ cửa sông.
Sông Tobol là một trong bốn con sông quan trọng của Hãn quốc Sibir. Năm 1428, hãn của Hãn quốc Sibir đã bị giết chết trong trận chiến Tobol với quân của Abu'l-Khayr Khan.

## Đô thị ven sông Tobol
- Tobolsk
- Lisakovsk
- Rudni
- Kostanay
- Kurgan
- Yalutorovsk

## Các chi lưu chính
- Uy
- Iset
- Tura
- Tavda
- Ubagan